# EVIL CRUSHER 魔矢
『EVIL CRUSHER 魔矢』（エビルクラッシャー マヤ）は、車田正美作の漫画。
連載作品ではなく、前・後編のみの構成による単発作品で、『月刊少年ガンガン』1996年2月号に前編、3月号に後編が掲載された。単行本全1巻。

## 設定
この世に巣食う悪霊（エビル）から救いを求めるなら、太陽が頭上に昇った時、願いを手紙にしたためて赤い風船に結び付けて飛ばす。やがて闇夜の国から戦士が現れる。人間でありながら闇の力を持ち、その力で悪霊を破滅させる青年、彼の名は「エビルクラッシャー 魔矢」。

## あらすじ
3か月前、とある村にエミリアと名乗る女性が現れた。エミリアは村外れに一夜で教会を築き、村人たちの怪我を治す、足の動かない人を歩かせる、盲目の人の目を開かせるなどの奇跡を成し遂げたため、村中から神のように崇められた。
しかし1か月後、村に突如として原因不明の熱病が流行し、村人たちは次々に倒れていった。村人たちから助けを請われたエミリアは、清らかな乙女の祈りをもって悪霊の呪いを打ち払うため、満13歳の少女を7人教会に預けるように告げた。その日の内に6人の少女が教会へ向かったが、誰も戻って来ず、不安に思って教会へ向かった少女たちの家族も同様の失踪を遂げた。熱病も一向に治まらない。
エミリアは少女の数が1人少ないと主張するばかり。村の少女のナナは、もうすぐ満13歳になる。誕生日の5日前、ナナの父はエミリアに抗議するために教会へ向かったが、やはり失踪。ナナは救いの手紙をしたため、赤い風船を空へ飛ばした。

## 登場人物

### 人間
魔矢
この世に巣食う悪霊を滅する「エビルクラッシャー」を名乗る青年。赤ん坊の頃に両親を悪霊に殺され、悪霊の夫妻に育てられた。言わば人間の英知と悪霊の強大さを身につけた者である。悪霊の世界である闇夜の国で育ったため、悪霊同様に闇夜の国で生息できるよう、冷血の体質になってしまい、その体は氷のように冷たい。悪霊を1体倒すごとに僅かずつ基礎体温が上昇し、常人へと近づいてゆくため、悪霊たちと戦い続けている。その名の通り武器は矢で、炎を起こす赤い矢、爆裂を起こす黄色い矢、さらには攻撃のみならず治癒能力を持つ白い矢も使いこなす。最大の武器は養父母に授けられた光の魔弓（スターライト・ボウ）。これは光を恐れる悪霊が何万年分もの光を封じ込めた禁断の武器で、魔矢の左腕にブレスレットの姿で装着されているが、本来は闇夜の国に封印されていた。
ナナ
魔矢に助けを請うた少女。魔矢がやって来た日に満13歳になり、すなわちエミリアが望む13歳の少女の最後の1人である。魔矢の秘密を知ってしまい、いつ果てるともない戦いを続ける魔矢の身を案じる。

### 悪霊
エミリア
3か月前にナナの住む村に人間の女性の姿で現れ、様々な奇跡を成し遂げ、村中から神のように崇められた。しかし村中に熱病が流行し、満13歳の少女7人を教会へ預けるよう要求。それはすべて、自分が闇夜の国から命の宝庫である人間界への進出を目論んだためであった。この村は1万年前、神と悪霊の戦が行なわれた土地であり、神の血が染みこんだ土地で生まれた13歳の少女の血は特別な霊力を秘めており、それを7人分飲み干せばエミリアは完全復活を遂げ、1万年の命を得ることができる。常に自らの側に（元人間の）悪霊の女を3人立たせている。当初は魔矢の放つ矢も受け付けず、気圧を操り魔矢を苦しめるが、光の魔弓で倒された。正体は竜魔王。
妖氷鬼（ウェンディゴ）のブレイザー
エミリア配下の三巨頭の1人。人間体は甲冑と剣で武装した青年。その剣は氷の剣（フリージングソード）と呼ばれ、いかなる物でも、炎すらも凍りつかせてしまう。慎重な性格で、魔矢の持つ妖気と強さを危惧していた。他の巨頭もそうだが、その正体は醜悪な怪物で、倒されると正体をあらわにする。
暴巨人（トロル）のマグナス
三巨頭の1人。人間体は皮鎧を纏った大男で、正体は無数の岩で構成された巨人。頑強な肉体と怪力を武器とするが、黄色い爆裂の矢で四散した。
火妖精（サラマンダー）のフレイマ
三巨頭の1人。人間体は妖艶な女性。必殺技は地獄の炎を渦状に放つファイヤーサークルで、あらゆるものを跡形も残さず燃やし尽くすが、赤い炎の矢に焼かれていった。正体は竜の怪物。
サファイヤ
悪霊だが、仲間の悪霊たちが魔矢の両親を殺害した際、魔矢が亡き息子にそっくりなため、自分の子として育てることを決心した。後に闇夜の国の裏切り者として永遠に消滅させられたらしいが、その間際に魔矢に伝説の魔弓を与えた。
アックス
サファイアの夫で、魔矢の養父。当初は魔矢を育てるのに反対していた。サファイア同様、闇夜の国の裏切り者として永遠に消滅させられたらしい。

## 書籍情報
単行本『EVIL CRUSHER 魔矢』
ホーム社、1998年8月19日発売。ISBN 4-8342-3167-4
文庫本『あかね色の風 ―新撰組血風記録―』
集英社文庫、2001年12月12日発売。ISBN 4-08-617771-4
車田正美の読み切り連載や短期連載作品を2冊の文庫本にした『NEVER END HEROES』の1冊。
表題名の『あかね色の風 -新撰組血風記録-』と本作が収録されている。

## その他
姿かたちや性格は異なるものの、車田正美の派生作品には「魔矢」の名を持つ人物が登場している。最古は本作が描かれる前の代表作『聖闘士星矢』の劇場版アニメ『聖闘士星矢 邪神エリス』（1987年）に登場する矢座の聖闘士。また、テレビドラマ版『風魔の小次郎』（2007年）では、赤星の矢を放った名無しの女性が「魔矢」の名を持つ。